# Josef Jakub Toužimský
Josef Jakub Toužimský (9. března 1848 Praha-Staré Město – 22. července 1903 Královské Vinohrady) byl český novinář a spisovatel, zaměřený na problematiku Balkánu a jihoslovanských národů. Měl velký jazykový a literární talent, ovládal angličtinu, francouzštinu a slovanské jazyky. Roku 1870 přispíval do Légerova časopisu La correspondence slave, poté působil v denících Posel z Prahy a Plzeňské noviny. V letech 1875-76 pracoval jako zpravodaj Národních listů v srbsko-turecké válce. Po návratu do Prahy využil svých rozsáhlých znalostí a kontaktů jako autor mnoha článků s jihoslovanskou i obecně politickou tematikou v periodickém tisku (zejména Národní politika a Osvěta). Knižně vyšly např. jeho Boje za osvobození Srbska v XIX. věku, Bosna a Hercegovina v minulosti a přítomnosti a především rozsáhlé dějiny revolučního roku 1848 (Na úsvitě nové doby). Společně s Josefem Holečkem byl považován za jednoho z předních znalců Balkánu v Čechách.

## Život

### Mládí a studium
Narodil se 9. března 1848 Praze-Starém Městě čp. 410 (dnes Rytířská 410/6, Praha 1) jako syn Jan Toužimského (1813-1876), vlastenecky smýšlejícího knihaře. (Některé zdroje uvádějí nesprávné datum 7. března.) Byl vychováván v tradicích české měšťanské vlastenecké rodiny. Od dětství měl velkou touhu po vědomostech a talent na jazyky, které studoval převážně jako samouk. Roku 1860 nastoupil na českou reálku v Panské ulici, renomovanou školu s neobvykle svobodnou a přátelskou atmosférou mezi studenty a vyučujícími. K jeho pedagogům patřily tehdejší významné osobnosti, jako např. Josef Wenzig (ředitel), Karel Vladislav Zap, Jan Krejčí, Josef Erben, František Jan Zoubek, František Věnceslav Jeřábek, Antonín Frič a Petr Mužák; ze spolužáků se později proslavili např. novinář Vilém Ryba, architekt Jan Zeyer a ředitel cukrovaru Bohumil Zap (syn Karla Vladislava). Toužimský byl vzpomínán jako přátelský a kolegiální, nevyvyšoval se nad ostatní. Aktivně se zajímal o veřejné a kulturní dění; např. organizoval průvod studentů na pohřeb Václava Krolmuse (1861) a Boženy Němcové (1862), se srbským plukem umístěným v Praze se účastnil bohoslužby za Vuka Karadžiće (1864). Už tehdy ho silně přitahovala výuka cizích jazyků, jimž se nadšeně věnoval v každé volné chvíli, i na úkor jiných předmětů. Do školního časopisu Vínek také napsal své první články o jižních Slovanech.
Technické zaměření reálky mu příliš nevyhovovalo. Proto po několika ročnících přestoupil na staroměstské gymnázium a po maturitě studoval klasickou filologii na pražské filosofické fakultě. V té době se také seznámil se Svatoplukem Čechem a Bohuslavem Čermákem, s nimiž v letech 1868-69 sdílel studentský podnájem, a s jazykovědcem Leopoldem Geitlerem. Spolu s nimi se účastnil činnosti studentského literárního spolku Ruch, chodil na politické demonstrace a setkával se s radikálními řečníky. (Lehce humornou epizodu ze společného bydlení popsal Sv. Čech v povídce Ve vzduchu, bez udání jmen zúčastněných.) Především ale projevoval velký obdiv k Srbům, navazoval kontakty se srbskými studenty a četl srbskou literaturu. V mládí měl radikální názory, ale jen v teorii — konfliktům se pokud možno vyhýbal.

### Novinářská a veřejná činnost
Ačkoliv se díky dosaženému vzdělání a znalostem mohl ucházet o místo úředníka či středoškolského učitele, mnohem víc ho lákala literární činnost a žurnalistika. Do novinářského povolání vstupoval s množstvím dějepisných, jazykových a zeměpisných znalostí. Roku 1870 se stal spolupracovníkem francouzskojazyčného časopisu La correspondance slave, který v Praze vydávali Louis-Félix Rigondaud (známější jako Louis Peyramont) a Louis Léger. Poté pracoval pro deníky Posel z Prahy (vyd. František Šimáček) a v letech 1873-74 Plzeňské noviny.
Roku 1875 získal místo v Národních listech, které ho vyslaly jako válečného zpravodaje na Balkán. Podával odtud zprávy o právě probíhající srbsko-turecké válce. V Srbsku se seznámil s literárními, vojenskými a politkickými představiteli, poznal společenské poměry.
Po návratu zprvu dál pracoval pro Národní listy. Jan Neruda ho přesvědčil, aby své znalosti využil k psaní pravidelné slovanské rubriky. Uskutečnil také cesty po Balkáně, do Bulharska, Ruska a Francie.
V 80. letech nejprve přispíval do časopisu Pokrok (později přejmenovaný na Hlas národa), mimo jiné jako parlamentní zpravodaj ve Vídni. Od roku 1885 do konce života byl členem redakce Národní politiky, určitou dobu i jako šéfredaktor. Jeho dalším kmenovým časopisem byla Osvěta. Již roku 1871 pro ni na popud Karla Sladkovského přeložil List M. P. Pogodina Fr. Palackému. Od roku 1883 bydlel v sídle tohoto časopisu (Vila Osvěta) a napsal pro něj velké množství článků na různá témata (česká, rakouská, uherská a ruská politika, poměry na Balkáně, v Bulharsku a Rusku apod.). Často ale ochotně přispěl i do dalších periodik, např. Světozor a Květy.
Rovněž se někdy účastnil veřejného života, např. v Ústřední matici školské (roku 1893 tuto organizaci zastupoval při otvírání české menšinové školy v Honezovicích u Stoda) a jako člen zpravodajské komise Jubilejní zemské výstavy 1891. Také např. roku 1889 vystoupil na slavnostním setkání bulharského sdružení v Praze, uspořádaném na památku jejich buditele Sofronije. Jinak se ale téměř výhradně věnoval psaní článků. Nevystupoval na tribunách, neucházel se o žádnou funkci.
Jako novinář byl velmi horlivý a svědomitý, pracoval často do noci, snažil se každému žadateli o článek vyhovět. Návštěvník v jeho bytě našel všude rozložené noviny a knihy, z nichž při psaní vycházel.
Řadu let ho trápilo srdeční onemocnění, tehdy považované za typickou novinářskou nemoc, způsobenou velkým pracovním vypětím. Poslední tři roky téměř nemohl vycházet z domu, přesto pokračoval v psaní. V létě 1903 se jeho nemoc prudce zhoršila a o několik dní později, 22. července 1903, ve vile Osvěta zemřel.
Byl považován za jednoho z nejlepších českých novinářů své doby a spolu s Josefem Holečkem za předního znalce problematiky jižních Slovanů. Měl analytickou bystrost a byl nadšený pro své povolání. Spolupracovníci ho oceňovali i pro jeho ochotnou a nekonfliktní povahu.
Zemřel roku 1903 a byl pochován na Olšanských hřbitovech.

## Dílo
Toužimský se zprvu snažil prosadit jako beletrista (např. roku 1870 mu vyšla báseň v almanachu Ruch) ale brzy ho pohltily aktuální události. Většina jeho prací je rozptýlena v časopisech formou článků, psaných na žádost.
Knižně vyšly např.:
- Boje za osvobození Srbska v XIX. věku (1876)
- O říši osmanské (1877), viz též Osmanská říše
- Bosna a Hercegovina v minulosti a přítomnosti (1882), podrobný popis přírody, dějin a obyvatelstva této země, se zvláštním zaměřením na sektu bogomilů. Recenze oceňovala, že při studiu vycházel z původních zdrojů a vyhnul se tak chybám jiných autorů.[17]
- Na úsvitě nové doby (1898), jeho nejrozsáhlejší a nejvýznamnější dílo, historie revolučního roku 1848 v českých zemích[9]

Přispíval do Ottova slovníku naučného pod značkou Tký.
Některé články v Osvětě podepsal pseudonymem Vlad. Svoboda nebo Pavel Janota.

## Příbuzenstvo
- Otec Jan Toužimský (1813-1876), ve starých úředních zdrojích uváděný jako Johann Tauschinsky,[3] byl pražský knihař. Rovněž zemřel na srdeční onemocnění.[19]
- Bratři Jan (1851-1918) a Emanuel (1853-??)[3] pokračovali v otcově knihařském podniku pod obchodní firmou Jan a Emanuel Toužimští.[20] Roku 1895 oslavil jejich podnik 50 let trvání.[21] Jan byl rovněž politicky činný jako poslanec českého zemského sněmu a jednatel řemeslnicko-živnostenské besedy v Praze.[22]
- Bratr Karel Toužimský (1849-1915) byl pojistný úředník, přednosta pražské kanceláře pojišťovny „North British“.[3][23]
- Sestra Marie (1858-1935)[24] se provdala za středoškolského profesora a archeologa Václava Dobruského[3] (1858-1916).

Josef Jakub Toužimský se neoženil, děti neměl. Některé zdroje ho uvádějí jako otce Jana Toužimského (1898-1980), společníka nakladatelství Toužimský a Moravec, to však neodpovídá úředním záznamům.